# Derio Olivero

Bischofswappen von Derio Olivero

Derio Olivero (* 17. März 1961 in Cuneo) ist ein italienischer Geistlicher und römisch-katholischer Bischof von Pinerolo.

## Leben
Derio Olivero empfing am 12. September 1987 durch Bischof Severino Poletto das Sakrament der Priesterweihe für das Bistum Fossano.
Am 7. Juli 2017 ernannte ihn Papst Franziskus zum Bischof von Pinerolo. Die Bischofsweihe spendete ihm der Erzbischof von Turin, Cesare Nosiglia, am 8. Oktober desselben Jahres im Dom von Fossano. Mitkonsekratoren waren sein Amtsvorgänger Piergiorgio Debernardi und der Bischof von Cuneo, Piero Delbosco. Die Amtseinführung im Bistum Pinerolo fand am 15. Oktober 2017 statt.
Papst Leo XIV. ernannte ihn am 3. Juli 2025 zum Mitglied des Dikasteriums für den Interreligiösen Dialog.